# Сибирь (ледокол, 1938)
Сибирь (построен как И. Сталин) — первый линейный ледокол[неизвестный термин] построенный в СССР. Головной корабль проекта 51 в серии из четырёх ледоколов.

## История
Проект № 51, разработка ленинградского «Судопроекта», руководитель К. И. Боханевич. В качестве прототипа использован хорошо зарекомендовавший себя ледокол «Красин». Проект использовал проверенные решения и учитывал накопленный при эксплуатации «Красина» опыт.
Паровые машины строились по британским чертежам, котлы — угольные. «И. Сталин» — головной корабль в серии. Следующими кораблями серии были «В. Молотов» («Адмирал Макаров»), тоже ленинградской постройки, затем «Л. Каганович» («Адмирал Лазарев») и «О. Шмидт» («А. Микоян») николаевской постройки.
Назван в честь советского государственного деятеля — И. В. Сталина. Вышел в свой первый рейс 23 августа 1938 года под командованием И. П. Воронина.
На самой первой странице судового журнала № 1 была сделана запись:

23 августа 1938 года в 7.00 построенный на отечественном заводе ледокол «Сталин» принят от представителей верфи и вступил в ведение ГУСМП под командованием капитана дальнего плавания В. И. Воронина, о чём составлен генеральный приемо-сдаточный акт. В 8.00 поднят кормовой флаг СССР и объявлены морские вахты.

Первой задачей «Иосифа Сталина» стало вызволение дрейфующего во льдах парохода «Георгий Седов». 23 сентября 1938 года ледокол приблизился к пароходу на 60 миль, но не смог пройти дальше из-за тяжёлой ледовой обстановки и был отозван. В 1939—1940 годах капитаном ледокола был М. П. Белоусов, совершивший за одну навигацию два сквозных рейса по Северному морскому пути. Именно под его командованием в январе 1940 года «Сталиным» был вызволен, наконец, из льдов «Седов». Обеспечением ледокола пресной водой и углём занимался пароход «Сталинград». 21 января все три судна прибыли в Баренцбург.
Впервые подробно о флагмане Арктического флота ледоколе «И. Сталин» было написано в журнале «Техника — молодёжи» № 5 за 1939 год.
19 марта 1940 года награждён орденом Ленина (номер 6015).
В годы Великой Отечественной войны ледокол с декабря 1941 года был под командованием капитана советского ледокольного флота Воронина В. И.
С началом войны корабль был выведен в Молотовск, где на заводе № 402 он был вооружён: установлены 2 пушки Лендера калибра 76,2 мм, 4 зенитных пулемёта.
15 января 1942 года во время перехода из Архангельска в Мурманск подвергся налёту немецкой авиации, в ходе которого «И. Сталин» получил прямое попадание авиабомбы в палубу. Навигацию 1942 года ледокол отработал в восточном секторе Арктики, на зиму был направлен на ремонт в Сиэтл (США). Там он был перевооружён, получив 4 орудия Б-24 калибра 100 мм, 14 зенитных 20 мм автоматов «Эрликон», 6 зенитных пулемётов ДШК.
В 1943 году ледокол работал в Охотском море на проводке судов, следующих из американского Портленда с грузами ленд-лиза, а также в Восточном секторе Арктики.
В 1954 году ледокол был передан Владивостокскому морскому арктическому пароходству и поставлен на продлившийся 5 лет ремонт. В ходе ремонта угольные котлы были заменены жидкотопливными.
25 декабря 1958 года переименован в «Сибирь». Занимался обеспечением регулярного судоходства
в дальневосточных морях и Восточном секторе Арктики вплоть до 1971 года, когда был передан в Сахалинское геологоразведочное управление. В 1972—1973 участвовал в дальневосточной нефтеразведочной экспедиции. В ноябре 1973 года ледокол был списан из действующего флота, а затем продан на слом в Гонконг.

## Капитаны
- 1938—1939 — Воронин Владимир Иванович
- 1939 — Макаров, Борис Николаевич (дублёр капитана)[5]
- 1939—1940 — Белоусов Михаил Прокофьевич
- 1941—1942 — Воронин Владимир Иванович
- 1942-1942 — Пономарев Павел Акимович
- 24 сентября 1942 — июль 1943 — Готский Михаил Владимирович
- 1947—1952 — Воронин Владимир Иванович
- 1952—19хх — Вавилов Евгений Анисимович
- 19хх—хххх — Готский Михаил Владимирович
- 196х—хххх — Драницын Герман Васильевич
- 1972—1973 — Макаровский Анатолий Павлович